# Pineapple Express
Pineapple Express är en amerikansk actionkomedi från 2008 i regi av David Gordon Green. Filmen hade amerikansk premiär den 6 augusti 2008, där den inte var barntillåten, och svensk premiär 14 november 2008.
Handlingen kretsar kring den Cannabisrökande delgivaren Dale som bevittnar ett mord och som sedan försöker fly från mördarna tillsammans med sin vän tillika langare.

## Handling
Delgivaren Dale Denton (Seth Rogen) sitter och röker gräs i sin bil när han blir vittne till ett mord på en asiatisk yrkesmördare. Ted Jones (Gary Cole) och den korrupta polisen Carol Brazier (Rosie Perez) genomför mordet. I panik slänger han jointen genom fönstret och trampar på gasen. Jointen består av sällsynt pineapple express-gräs och eftersom det bara är Saul Silver (James Franco) som saluför varan kan mordvittnet Dale spåras tillbaka till Saul. Därefter följer jakter, förväxlingar, manlig vänskap och däremellan marijuana i många olika former.

## Rollista (urval)
| Seth Rogen     | – Dale Denton           |
| James Franco   | – Saul Silver           |
| Danny McBride  | – Red                   |
| Kevin Corrigan | – Budlofsky             |
| Craig Robinson | – Matheson              |
| Gary Cole      | – Ted Jones             |
| Rosie Perez    | – polisen Carol Brazier |
| Ed Begley Jr.  | – Robert Anderson       |
| Nora Dunn      | – Shannon Anderson      |
| Amber Heard    | – Angie Anderson        |
| Joe Lo Truglio | – Mr. Edwards           |
| Bobby Lee      | – Bobby                 |